# Eupithecia majoraria
Eupithecia majoraria là một loài bướm đêm trong họ Geometridae.